# Tautoneura mori
Tautoneura mori är en insektsart som först beskrevs av Matsumura 1906.  Tautoneura mori ingår i släktet Tautoneura och familjen dvärgstritar. Inga underarter finns listade i Catalogue of Life.